# Ursula Acosta

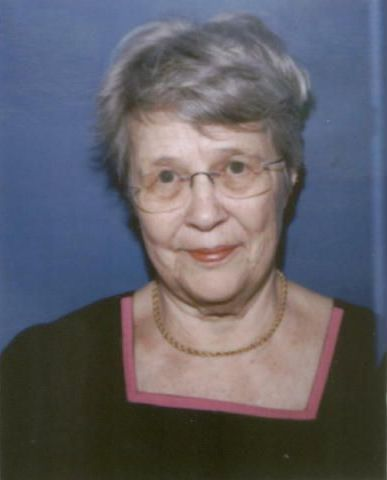
Ursula Acosta

Ursula Acosta (geborene Schmidt, * 14. Januar 1933; † 10. September 2018) war eine der Gründerinnen der Puerto Rican Genealogical Society und darüber hinaus Psychologin und Professorin an der Universität von Puerto Rico.

## Kindheit und Jugend
Ursula Acosta wurde in Hannover als Tochter von Hans Schmidt und Irma Ulrich geboren. Im Jahr 1935 zog ihre Familie nach Leipzig um, wo sie die Grundschule absolvierte. 1947 zog Acostas Familie erneut um – diesmal nach Dieburg. 1952 lernte sie den Unteroffizier Acosta Ronda kennen, der als Puerto-Ricaner im US-amerikanischen Militär diente und in Deutschland stationiert war. Die beiden verliebten sich ineinander und planten ihre Hochzeit. Auf Anraten von Ursulas Vater schloss diese jedoch zunächst noch ihr Abitur 1953 ab, um dann Acosta Ronda nach Puerto Rico nachzureisen.

## Leben und Wirken in Puerto Rico
Ursula Acosta heiratete kurz nach ihrer Ankunft in Puerto Rico den Unteroffizier Acosta Ronda und sie bekamen bald darauf einen Sohn. Ursula Acosta arbeitete Vollzeit als Lehrerin an Privatschulen und erhielt 1971 den Bachelor in den Sozialwissenschaften. In den darauffolgenden Jahren ging sie weiterhin ihrer Tätigkeit als Lehrerin nach und absolvierte parallel ihren Master in Beratungspsychologie. 1979 promovierte sie in Psychologie an der Johannes Gutenberg-Universität Mainz mit einem Schwerpunkt auf Linguistik und Soziologie.
Im Jahr 1980 wurde sie auf Genealogie aufmerksam und setzte sich ausführlicher mit dieser Wissenschaft auseinander. Im Jahr 1989 gründete sie im April schließlich die „Sociedad Puertorriqueña de Genealogía“, die es sich zum Ziel gesetzt hatte, sich mit Ahnenforschung im puerto-ricanischen Raum auseinanderzusetzen.

## Veröffentlichungen
- Leistungsattribuierung von Lehrern als Ursache verschiedener Notenverteilung im Klassenzimmer. 1979, OCLC 310783933 (Dissertation).
- Familias de Cabo Rojo. Puerto Rico 1983, OCLC 11090397 (spanisch, zusammen mit David E. Cuesta Camacho).
- Cabo Rojo: notas para su historia. Model Offset Printing, San Juan, Puerto Rico 1985, OCLC 656292344 (spanisch, zusammen mit Antonio Ramos y Ramírez de Arellano und Sifredo Lugo Toro).
- New voices of old: five centuries of Puerto Rican cultural history. Permanent Press, Santurce, Puerto Rico 1987, OCLC 988090255 (englisch).